# 원피스 11기
일본 애니메이션 《원피스》 11기 '샤본디 제도 편'(シャボンディ諸島編)은 오다 에이치로의 원작 만화를 기반으로 도에이 애니메이션이 제작하고 미야모토 히로아키가 감독한 열한 번째 시즌이다. 2008년 일본 후지 TV에서 처음 방송되었으며, 회차는 총 26회 (382화~407화)에 달한다.
일본에서는 2008년 12월 21일부터 2009년 6월 28일까지 후지 텔레비전에서 방영되었으며, 2011년 1월 7일에는 전편이 수록된 단일 DVD가 출시되었다. 대한민국에서는 2014년 대원방송에서 더빙판으로 처음 방영하였으며, 일본판 기준 12기 (여인섬 편)와 하나로 묶어 12기로 명명하며 421화까지 37화에 걸쳐 방영하였다.
샤본디 제도 편에서는 밀짚모자 해적단이 해저탐험을 위해 써니호를 공기방울로 코팅해줄 사람을 찾아 나선다. 이 과정에서 어인 해적단을 상대할 때 적으로 만났던 문어인간 '핫짱'과 그의 친구 '케이미', '파파구'를 만나 맹그로브로 이루어진 섬 '샤본디 제도'로 향하게 된다. 그곳에서 골드 로저의 동료였던 실버즈 레일리, 루피를 비롯하여 신세계를 이끌어갈 '11인의 초신성'이라 불리는 해적들과 마주한다. 샤본디 제도를 둘러보던 케이미가 절대권력의 천룡인들에게 노리개로 납치당하자 이를 혼내주러 나섰던 루피는 진압을 위해 투입된 칠무해의 일원 바솔로뮤 쿠마와 '해군 대장' 키자루의 공격으로 동료들과 본인까지 무기력하게 당해 버리고 만다.
원피스 11기에서 사용된 오프닝곡은 2곡이다. 382화~394화는 동방신기의 〈위 아! 원피스 애니메이션 10주년 버전〉 (ウィーアー! 〜アニメーション ワンピース10周年Ver.〜)가 사용되었는데, 제목에서 알 수 있듯 애니메이션 방영 10주년을 맞이하여 첫 시즌의 첫 오프닝곡인 기타다니 히로시의 〈위 아!〉 (ウィーアー!)를 커버한 것이다. 395화부터는 동방신기의 오리지널곡 〈Share the World〉가 사용되었다. 대한민국의 대원방송판에서는 오프닝곡으로 코요태의 〈우리의 꿈〉이, 엔딩곡으로 신지의 〈나를 너에게〉가 사용되었다.